# Gianluca Graziosi
Gianluca Graziosi (Ancona, 1º ottobre 1965) è un allenatore di pallavolo italiano.

## Carriera

### Gli inizi
Anconetano di nascita, Gianluca Graziosi inizia la carriera nei primi anni novanta nello staff tecnico delle giovanili del Falconara, sulla cui panchina conquista i cinque titoli giovanili di categoria fino alla Junior League-

### Club
Dopo una prima esperienza come vice allenatore della Falconara nel campionato 1990-91, torna a cimentarsi nella pallavolo di vertice, sempre come assistente tecnico del Falconara, nella stagione 1999-00, ricoprendo tale ruolo anche nelle due annate seguenti durante le quali la formazione marchigiana raggiunge la massima serie; con la cessione del titolo sportivo alla Dorica e la ripartenza dalle serie minori, Graziosi diventa primo allenatore della squadra di Falconara, in Serie B1 e Serie C.
Nella stagione 2006-07 passa quindi alla guida del Vis Castelfidardo militante in Serie B1, con cui nel campionato seguente ottiene la promozione in Serie A2; dopo aver guidato la formazione di Castelfidardo nel campionato cadetto nell'annata 2008-09, conclusa all'ultimo posto con un'immediata retrocessione in Serie B1, nel campionato 2009-10 riparte dalla Serie B2, accettando la proposta dello Jesi; resta alla guida della formazione marchigiana per tre stagioni, durante le quali il club raggiunge la promozione in Serie B1.
Per l'annata 2012-13 viene ingaggiato dal Potentino, neopromosso in serie A2: l'esperienza con la società di Potenza Picena dura un quadriennio durante il quale la squadra, al termine della stagione 2014-15 ottiene la promozione in massima serie, alla quale rinuncia successivamente la società. 
Graziosi viene eletto miglior allenatore di categoria dell'annata aggiudicandosi il premio "Costa-Anderlini".
Terminata l'esperienza marchigiana si accorda con l'Olimpia Bergamo per la stagione 2016-17, dove rimane per un biennio prima di passare al Porto Robur Costa con il quale, nell'annata 2018-19 fa il proprio esordio come head coach in Superlega.
Nella stagione 2019-20 torna nel campionato cadetto, alla guida dell'Emma Villas per poi far ritorno nel campionato seguente al club di Bergamo, con cui si aggiudica la Coppa Italia di Serie A2/A3 2020-21 e due Supercoppe di categoria. Al termine della stagione 2021-22 riceve per la seconda volta il premio "Costa-Anderlini" come migliore allenatore della serie cadetta. Dopo tre anni trascorsi a Bergamo, nella stagione 2023-24 di serie A2 torna nuovamente alla guida della compagine di Siena con cui arriva alla finale play-off dove viene sconfitto dalla Yuasa Battery Grottazzolina. Nella stagione 2024/2025 resta alla guida della squadra senese.

### Nazionale
Il 22 febbraio 2018 viene nominato dalla Federazione Italiana Pallavolo primo allenatore della Nazionale B italiana; in tale veste, nel 2018 guida gli azzurri alla vittoria della medaglia d'oro ai XVIII Giochi del Mediterraneo a Tarragona e, l'anno successivo, alla conquista della vittoria dell'oro all'Universiade disputatasi a Napoli, cogliendo un successo che mancava in tale competizione dal 1970.

## Palmarès

### Club
- Coppa Italia di Serie A2/A3: 1

2020-21
- Supercoppa italiana di Serie A2: 2

2021, 2022

#### Nazionale (competizioni minori)
- Giochi del Mediterraneo 2018
- Universiade 2019